# Johann Liss

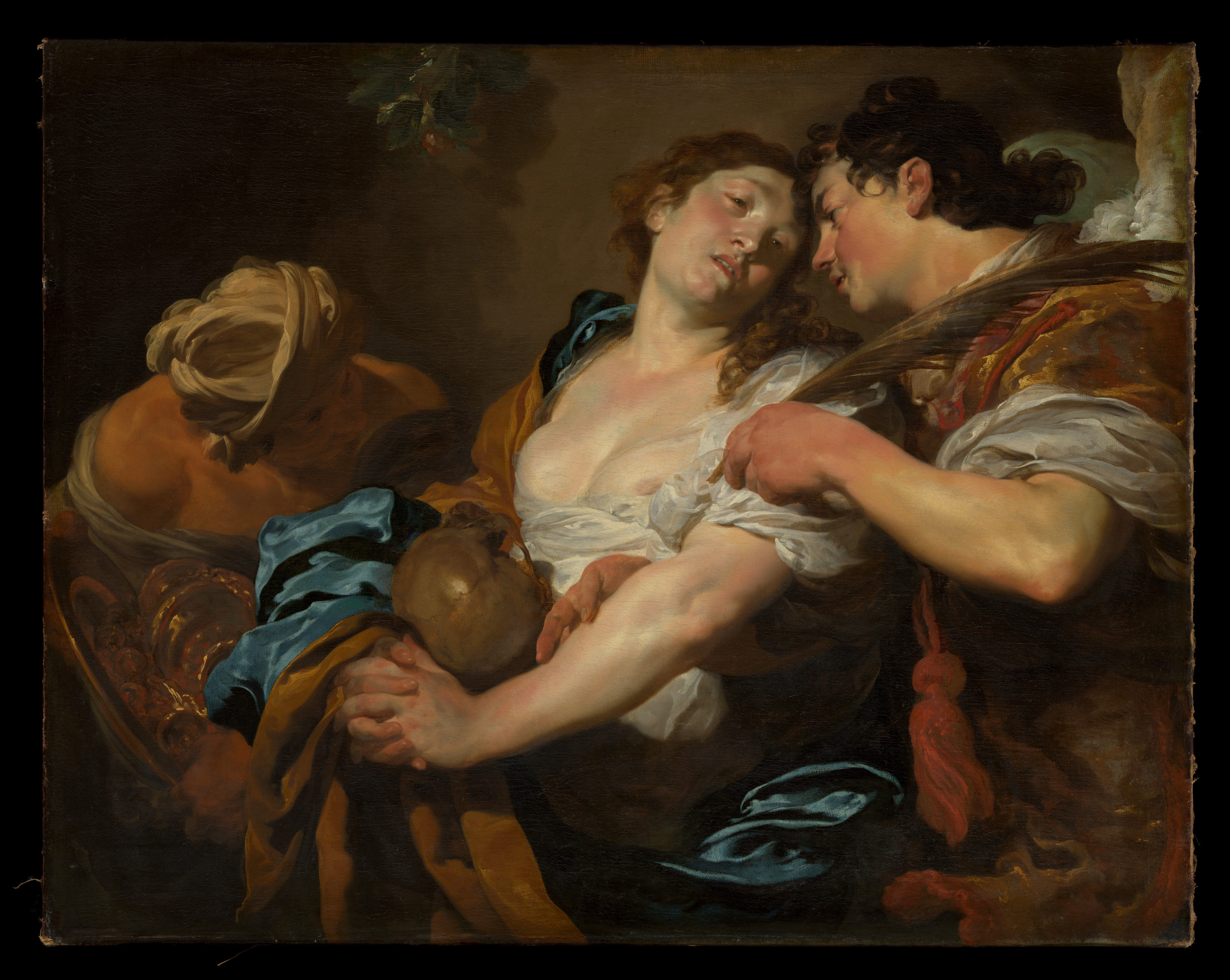
De verzoeking van de Heilige Maria Magdalena, ca. 1620

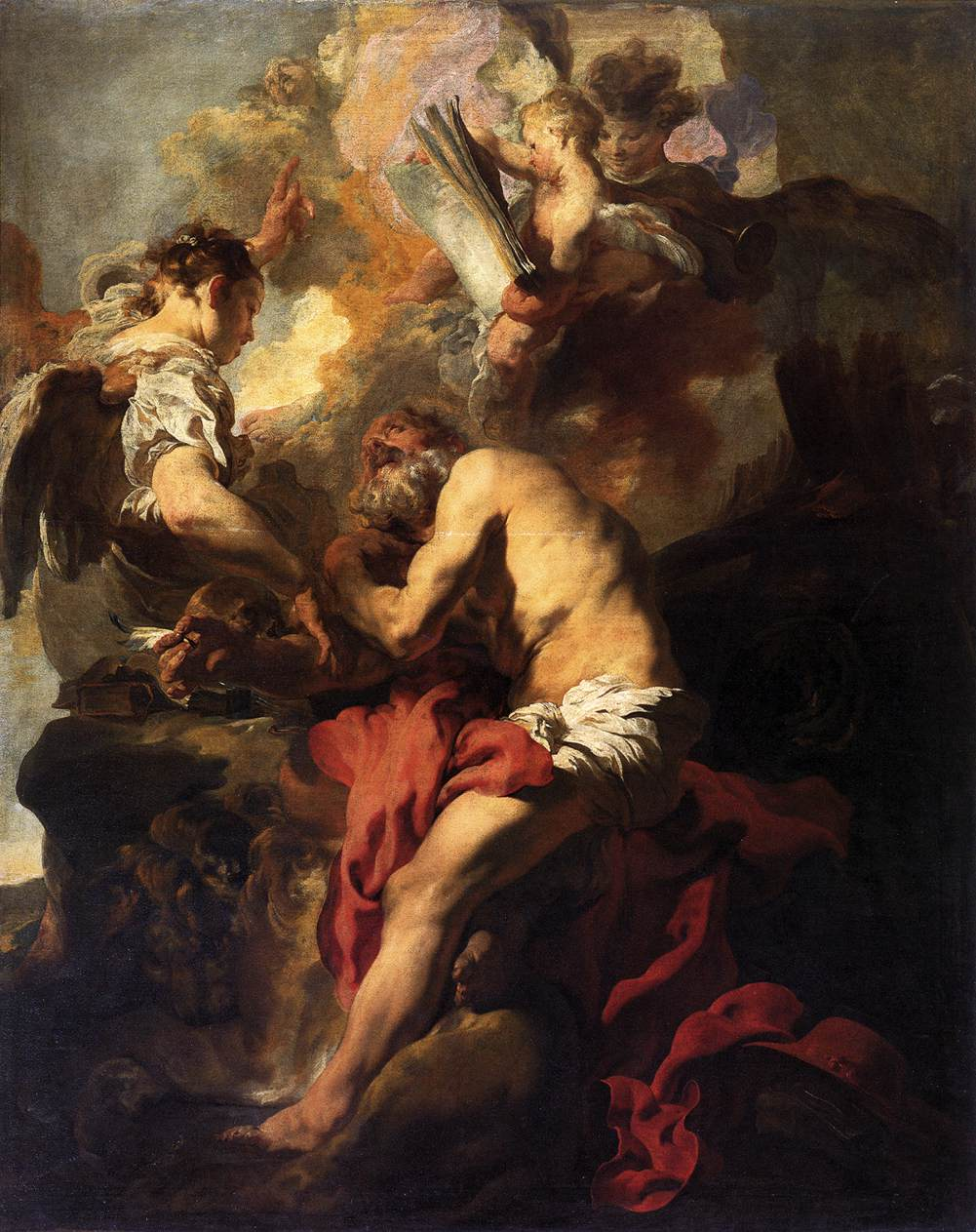
Visioen van de heilige Hiëronymus, ca. 1628-1629

Johann Liss (Oldenburg, ca. 1597 - Verona, 5 december 1631) was een Duitse kunstschilder en tekenaar, die van 1615 tot 1619 in Nederland werkte.
Johann Liss was de zoon van Johann en Anna Liss, beiden kunstschilders. Nadat hij zijn basisopleiding in schilder- en tekenkunst van zijn ouders had ontvangen, vertrok hij naar Nederland. Hij werd leerling van Hendrick Goltzius, kort voordat deze overleed. Zijn carrière als kunstenaar begon in Haarlem en Amsterdam, waar hij actief was tussen 1615 en 1619. In deze periode schilderde Liss veel gezelschaps- en genrestukken. In 1619 verhuisde hij naar Antwerpen. In 1620 reisde hij via Parijs waarschijnlijk naar Venetië, en ging vervolgens naar Rome, waar hij van 1622 tot 1626 werkzaam was. Tijdens zijn verblijf in Rome was hij onder de bentnaam Pan lid van de Bentvueghels. Liss had veel waardering voor de schilders van de renaissance, en daarom keerde hij terug naar Venetië, waar hij zich verder bekwaamde aan de hand van Italiaanse meesters zoals Veronese, Tintoretto en Titiaan. Hij ontwikkelde een hoogbarokke stijl. Liss was gewend om lang over zijn werk na te denken, maar als hij eenmaal begon te schilderen, werkte hij vaak dagen en nachten door zonder rust. Hij gaf niet op totdat zijn werk voltooid was, zelfs als dat betekende dat hij weinig tijd nam om te eten.
Liss overleed op 34-jarige leeftijd in een soldatenhospitaal als gevolg van de pest die uitbrak rond Milaan. Hij liet geen kinderen of weduwe achter.
Zijn werk werd beïnvloed door kunstenaars als Willem Buytewech en Domenico Fetti. Zijn oeuvre omvat portretten, historiestukken en genrevoorstellingen. Liss werkte met olieverf en wordt beschouwd als een invloedrijk figuur voor kunstenaars zoals Nicolas Régnier en Giovanni Serodine.
Liss is ook bekend onder de namen Jan Lijs, Johann von Lys, en Jan Lis.
- Bibsys: 310
- Biblioteca Nacional de España: XX900816
- Bibliothèque nationale de France: cb169075071 (data)
- Biografisch Portaal: 39260062
- Gemeinsame Normdatei: 118728571
- International Standard Name Identifier: 0000 0003 9177 9330
- KulturNav: 173e0d8d-d42f-4de8-b288-067bb6928542
- Library of Congress Control Number: n50043059
- Nationale Bibliotheek van Israël: 987007385552605171
- Nederlandse Thesaurus van Auteursnamen: 070676941
- RKD-Nederlands Instituut voor Kunstgeschiedenis: 50375
- Système universitaire de documentation: 078009421
- Union List of Artist Names: 500024913
- Virtual International Authority File: 120783881
- WorldCat: E39PBJk8W3p7qtfV6tVkkXth73